# 280652 Aimaku
280652 Aimaku este o planetă minoră (asteroid) din Inner Main Belt⁠(d). A fost descoperită pe 2 februarie 2005 la San Marcello de Luciano Tesi⁠(d). 
Obiectul prezintă o orbită caracterizată de o semiaxă mare de 1,9477970606064 UAi, o excentricitate de 0,09, o înclinație de 23,8 ° în raport cu ecliptica.